# Laura Ferrarese
Laura Ferrarese (Padova, 7 dicembre 1965) è un'astronoma e fisica italiana e canadese, ricercatrice in scienze spaziali presso il Consiglio Nazionale delle Ricerche del Canada. Il suo lavoro principale è stato eseguito utilizzando i dati del telescopio spaziale Hubble e del telescopio Canada-Francia-Hawaii.
I suoi interessi principali	riguardano i buchi neri supermassicci, la dinamica della Galassia, la scala delle distanze extragalattiche. Docente universitaria, membro della Royal Society of Canada,.

## Biografia
Laura Ferrarese è nata a Padova, Italia e ha studiato all'Università di Padova, ottenendo poi un dottorato di ricerca in fisica presso la Johns Hopkins University nel 1996.  È stata Hubble Postdoctoral Fellow presso il California Institute of Technology prima di diventare professore alla Rutgers University nel 2000. Nel 2004 si è trasferita al National Research Council (Canada), dove ora è Principal Research Officer. Nel luglio 2017, Ferrarese ha accettato un incarico di 16 mesi come direttore ad interim dell'Osservatorio Gemini.

## Ricerca
Il lavoro di Laura Ferrarese le è valso l'opportunità di guidare progetti utilizzando strutture come il telescopio spaziale Hubble e il telescopio Canada-Francia-Hawaii.  Il suo lavoro si concentra sulle masse dei buchi neri supermassicci e sulle dispersioni della velocità stellare delle galassie che le ospitano, e su come si influenzano a vicenda. Ha anche studiato i nuclei galattici attivi (AGN), la dinamica delle galassie e le relazioni di scala, la scala delle distanze extragalattiche e il tasso di espansione dell'Universo. Nel suo lavoro, Ferrarese utilizza dati provenienti da osservatori terrestri e spaziali, tra cui il telescopio spaziale Hubble (HST), l'Osservatorio a raggi X Chandra e l'Osservatorio Canada-Francia-Hawaii (CFHT).
Secondo il SAO/NASA Astrophysical Data System, ha pubblicato 177 articoli sottoposti a revisione paritaria, che hanno raccolto oltre 20.000 citazioni.
Ferrarese è vicepresidente dell'Unione Astronomica Internazionale (IAU) e fa parte del consiglio di amministrazione del Canada-France-Hawaii Telescope. Dal 2012 al 2014 è stata presidente della Canadian Astronomical Society (CASCA). Ferrarese ha anche fatto parte del consiglio di amministrazione dell'Associazione delle università per la ricerca in astronomia (AURA) e ha presieduto l'AURA Oversight Council for Gemini (AOC-G), tra gli altri incarichi.
Ferrarese ha insegnato presso l'Università di Victoria, la Rutgers University, l'Università di Padova e la SIGRAV School on Contemporary Relativity and Gravitational Physics. 
Il 30 novembre 2000 Ferrarese è apparsa in uno degli episodi intitolati "buchi neri supermassicci" della serie TV Horizon della BBC.

## Riconoscimenti e premi
Ferrarese ha ricevuto numerosi riconoscimenti, tra cui la medaglia del Giubileo di diamante della Regina Elisabetta II nel 2012, l'Helen Sayer Hogg Prize nel 2014, e il Peter G. Martin Award nel 2015. Nel 2020, è stata eletta Membro della Royal Society of Canada.

## Pubblicazioni
Le pubblicazioni più citate di Ferrarese includono:
- "A Fundamental Relation between Supermassive Black Holes and Their Host Galaxies", apparso su Astrophysical Journal Letters, 2000[9]
- "Final Results from the Hubble Space Telescope Key Project to Measure the Hubble Constant", apparso su Astrophysical Journal, 2001[10]
- "Central Masses and Broad-Line Region Sizes of Active Galactic Nuclei. II. A Homogeneous Analysis of a Large Reverberation-Mapping Database", apparso su Astrophysical Journal, 2004[11]
- "Supermassive Black Holes in Galactic Nuclei: Past Present and Future Research", apparso su Space Science Reviews, 2005[12]
- "Beyond the Bulge: A Fundamental Relation between Supermassive Black Holes and Dark Matter Halos", apparso su Astrophysical Journal Letters, 2002[13]
- "The ACS Virgo Cluster Survey. VI. Isophotal Analysis and the Structure of Early-Type Galaxies", apparso su Astrophysical Journal Letters, 2006[14]